# Cantone di La Force
Il Cantone di La Force era una divisione amministrativa dell'arrondissement di Bergerac.
A seguito della riforma approvata con decreto del 21 febbraio 2014, che ha avuto attuazione dopo le elezioni dipartimentali del 2015, è stato soppresso.

## Composizione
Comprendeva i comuni di:
- Bosset
- Fraisse
- Le Fleix
- La Force
- Ginestet
- Les Lèches
- Lunas
- Monfaucon
- Prigonrieux
- Saint-Georges-Blancaneix
- Saint-Géry
- Saint-Pierre-d'Eyraud